# Midtstubakken
Midtstubakken je srednje velika skakalnica v Oslu na Norveškem. Stoji v predmestju Osla v kraju Holmenkollen in je del Holmenkollen nasjonalanlegg (Nacionalne arene Holmenkollen). Prenovljena skakalnica je bila odprta leta 2010 in ima točko K-95, velikost skakalnice pa je pri HS106. Prva skakalnica na tem območju je bila zgrajena leta 1927. Prizorišče ima kapaciteto za 15.000 gledalcev, zasnovala pa sta ga Grindaker Landskapsarkitekter in Økaw Arkitekter.
Uradni zimski rekord drži francoz Maxime Laheurte z 110,5 metri. Poletni oziroma rekord na plastiki pa z 108,5 metri držita Nemec Felix Schoft in Poljak Rafał Śliż, ki sta ju dosegla leta 2010 na Kontinentalnem pokalu.

## Zgodovina
Prva skakalnica Midtstubakken je bila zgrajena že leta 1927, ki je bila že večkrat prenovljena in sicer v letih 1956, 1981 in nazadnje povsem na novo odprta in zgrajena skakalnica leta 2010. Leta 1992 so staro skakalnico podrli in od takrat ni bila v uporabi. Tukaj je v letih 1966, 1982 že potekalo FIS Svetovno prvenstvo v nordijskem smučanju. Nova skakalnica je bila odprta za svetovno prvenstvo 2011. 6. septembra 2010 je Maren Lundby naredila prvi skok in pristala pri 87 metrih.

## Dogodki

### Ženske
| Datum            | Tekmovanje | Zmagovalec        | Drugi             | Tretji        |
| ---------------- | ---------- | ----------------- | ----------------- | ------------- |
| 25 February 2011 | NWSC–I     | Daniela Iraschko  | Elena Runggaldier | Coline Mattel |
| 9 March 2012     | WC         | Sarah Hendrickson | Sara Takanaši     | Anette Sagen  |

### Moški
| Datum            | Tekmovanje | Zmagovalec                                                          | Drugi                                                       | Tretji                                                         |
| ---------------- | ---------- | ------------------------------------------------------------------- | ----------------------------------------------------------- | -------------------------------------------------------------- |
| 19 February 1966 | NWSC       | Bjørn Wirkola                                                       | Dieter Neuendorf                                            | Paavo Lukkariniemi                                             |
| 21 February 1982 | NWSC / WC  | Armin Kogler                                                        | Jari Puikkonen                                              | Ole Bremseth                                                   |
| 26 February 2011 | NWSC–I     | Thomas Morgenstern                                                  | Andreas Kofler                                              | Adam Małysz                                                    |
| 27 February 2011 | NWSC–T     | Gregor Schlierenzauer Martin Koch Andreas Kofler Thomas Morgenstern | Anders Jacobsen Bjørn Einar Romøren Anders Bardal Tom Hilde | Martin Schmitt Michael Neumayer Michael Uhrmann Severin Freund |